# Šimljanica
Šimljanica – wieś w Chorwacji, w żupanii bielowarsko-bilogorskiej, w gminie Berek. W 2011 roku liczyła 120 mieszkańców.